# 大淀町
大淀町（おおよどちょう）は、奈良県中部、吉野川右岸に位置する町。長期にわたって過疎化が深刻な吉野郡にありながら、近鉄大阪阿部野橋駅まで約1時間であるため、自然豊かなベッドタウンの顔を持っており、宅地開発によって人口が増加、官公庁が集まるなど、吉野郡の中核となっている。しかし人口は2000年をピークに他の吉野郡の地域と同様、減少が続いている。

## 歴史

### 町名の由来
明治の町村制実施の際、新村名の命名当時、大北作次郎は「大北村」案を要請したが最終的には「大北」（村長名）の「大」と下渕の座頭渕の「淀」を合わせて「大淀」とした。大淀町史には「万葉集」巻七の雑歌のなかの和歌に「大川淀」とあり、その場所が江戸時代につくられた「大和志」に「下渕に在」と説明されていることからちなんでつけられたとある。

### 沿革
- 1889年（明治22年）4月1日 - 町村制の施行により、檜垣本村・土田村・越部村・畑屋村・芦原村・持尾村・矢走村・岩壺村・鉾立村・下淵村・今木村・薬水村・大岩村・増口村・北六田村・新野村・馬佐村・比曽村・西増村・中増村の区域をもって大淀村が発足。
- 1921年（大正10年）2月11日 - 大淀村が町制施行して大淀町となる。
- 1952年（昭和27年）7月1日 - 宇智郡大阿太村の一部（大字佐名伝）を編入。

### 町域の変遷
| 明治22年            | 大正10年 | 昭和27年 | 現在   |
| ------------------- | -------- | -------- | ------ |
| 奈良県              |          |          |        |
| 吉野郡              |          |          |        |
| 大淀村              | 大淀町   | 大淀町   | 大淀町 |
| 宇智郡              |          | 大淀町   | 大淀町 |
| 大阿太村 （佐名伝） |          | 大淀町   | 大淀町 |

## 行政
吉野郡八町村からなる合併協議会が、2004年11月1日の合併を目標に「吉野市」発足を模索していたが、経済的に比較的豊かな大淀町や下北山村での住民投票の結果、反対が多数を占めたため両町村が協議会から離脱。新市建設計画は白紙となった。
- 町長：辻本眞宏[2]
- 町議会：議員定数12（所属政党：公明党1、日本共産党1、無所属10）

- なお、衆議院議員選挙の選挙区は「奈良県第3区」、奈良県議会議員選挙の選挙区は「吉野郡選挙区」（定数：2）となっている[3]。

近鉄吉野線の沿線にあり比較的交通の便が良く、南西隣の五條市と並んで南和地方の中心であり、大淀労働基準監督署、（近畿地方整備局奈良国道事務所）奈良南部災害復旧対策出張所、奈良県警察吉野警察署、南和広域医療企業団南奈良総合医療センター・南奈良看護専門学校、奈良県南和労働会館等が所在する他、奈良県広域消防組合消防本部南部方面隊が大淀消防署に入居（建て替え中の現在、一時的に五條消防署に仮移転）する等、行政機関等が集中している。

## 産業・経済
近鉄吉野線下市口駅から大阪阿部野橋駅まで約1時間であり、自然豊かなベッドタウンの顔を持っているほか、この駅は下市町ほか奥吉野の玄関口になっている。一方、バスで大峰山へ行くターミナルにもなっていて、休日はハイカーで賑わう。西部の大阿太高原は梨の産地として知られ、収穫期には行楽客の利便を図るために近鉄の臨時列車が運行されていたこともあった（現在は定期列車に「梨狩り号」のヘッドマークを附けて運転）。地形は、比較的丘陵地が多いが、吉野川など水は豊かで梨園のほか柿や茶が特産で畑作、米作も小規模に行われている。町内のマンホールの蓋には特産品の梨と吉野川の鮎が描かれている。

### 金融機関
- 南都銀行　大淀支店（下渕岡崎3丁目）
- りそな銀行　吉野支店（土田）

### 日本郵政グループ
（※2014年6月現在）
- 日本郵便株式会社
  - 大淀下渕（しもぶち）郵便局（下渕）
  - 大淀越部（こしべ）郵便局（越部） - ゆうちょ銀行ATMのホリデーサービス実施局。
  - 六田（むだ）郵便局（新野＝にの）
  - 今木簡易郵便局（今木）
  - 薬水簡易郵便局（薬水）
  - 畑屋簡易郵便局（桧垣本＝ひがいもと）
  - 北町簡易郵便局（下渕）
  - 大淀桧垣本簡易郵便局（上桧垣本）

※大淀町内の郵便番号は以下の通り。
- 「638-08xx」＝後述以外の地域。下市郵便局（吉野郡下市町）の集配担当。
- 「639-312x」＝北野、北六田、中増（なかまし）、西増（にしまし）、新野、馬佐（ばさ）、比曽（ひそ）、増口（ましぐち）。吉野郵便局（吉野郡吉野町）の集配担当。

### その他
- ヨシリツ - LaQ（ブロック・知育玩具）の製造・販売。
- 数件のみだが福神駅周辺の果樹園でリンゴが栽培されている。

## 地域

### 人口
| |                                        |  |
| 大淀町と全国の年齢別人口分布（2005年） | 大淀町の年齢・男女別人口分布（2005年） |  |
| ■紫色 ― 大淀町 ■緑色 ― 日本全国 | ■青色 ― 男性 ■赤色 ― 女性              |  |
| 大淀町（に相当する地域）の人口の推移 \| 1970年（昭和45年） \| 15,930人 \| \| \| 1975年（昭和50年） \| 16,063人 \| \| \| 1980年（昭和55年） \| 16,510人 \| \| \| 1985年（昭和60年） \| 17,453人 \| \| \| 1990年（平成2年） \| 18,633人 \| \| \| 1995年（平成7年） \| 20,015人 \| \| \| 2000年（平成12年） \| 20,376人 \| \| \| 2005年（平成17年） \| 20,070人 \| \| \| 2010年（平成22年） \| 19,176人 \| \| \| 2015年（平成27年） \| 18,069人 \| \| \| 2020年（令和2年） \| 16,728人 \| \| |                                        |  |
| 総務省統計局 国勢調査より |                                        |  |
| 1970年（昭和45年） | 15,930人                               |  |
| 1975年（昭和50年） | 16,063人                               |  |
| 1980年（昭和55年） | 16,510人                               |  |
| 1985年（昭和60年） | 17,453人                               |  |
| 1990年（平成2年） | 18,633人                               |  |
| 1995年（平成7年） | 20,015人                               |  |
| 2000年（平成12年） | 20,376人                               |  |
| 2005年（平成17年） | 20,070人                               |  |
| 2010年（平成22年） | 19,176人                               |  |
| 2015年（平成27年） | 18,069人                               |  |
| 2020年（令和2年） | 16,728人                               |  |

奈良県統計

- 2007年10月1日現在 :　19,831人
- 人口増加率（2002年→2007年） : -2.7%

### 生活
文化・コミュニティ施設
- 大淀町文化会館（下渕）

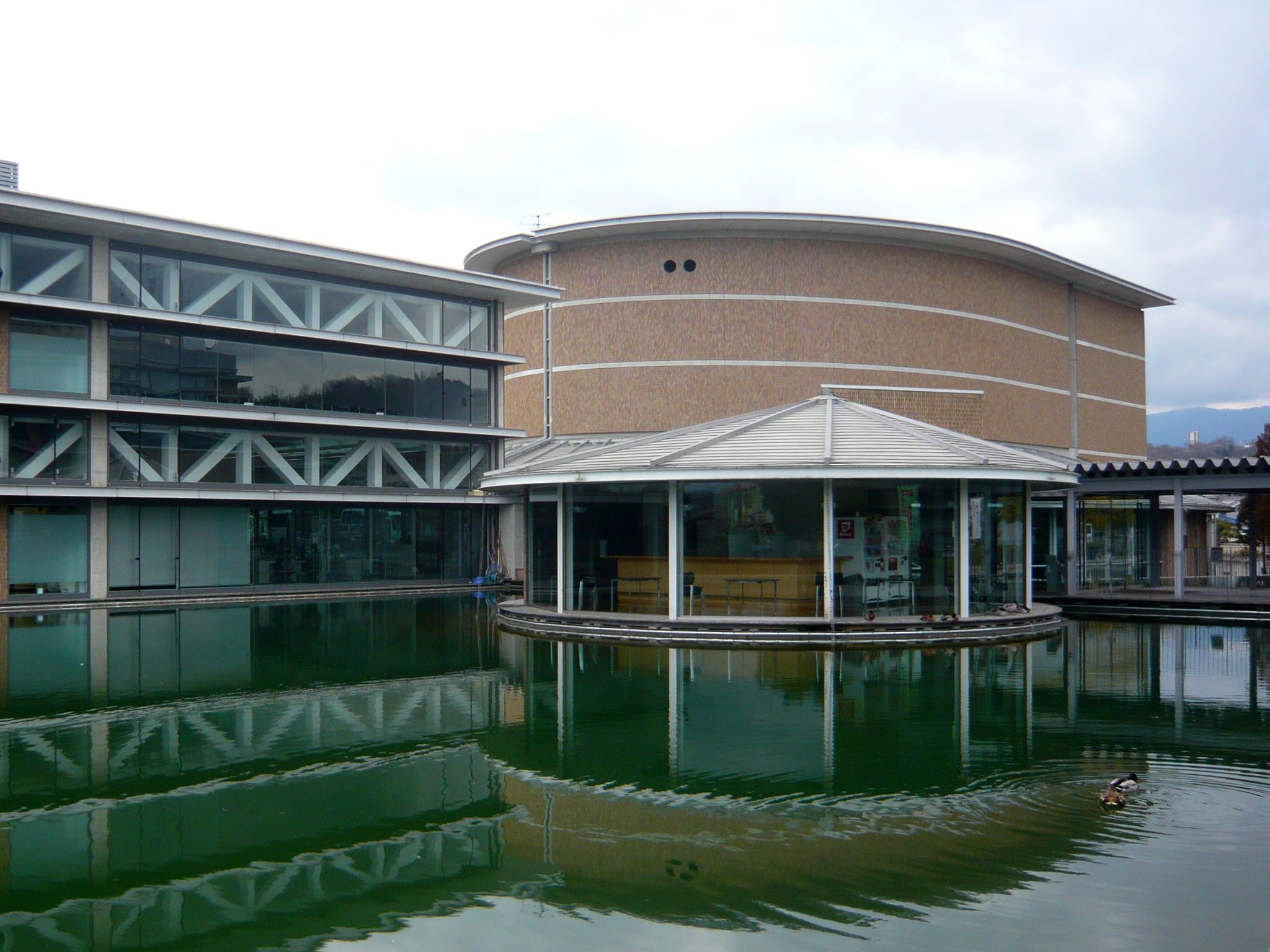
大淀町文化会館

  - あらかしホール、コミュニティ施設、町立図書館

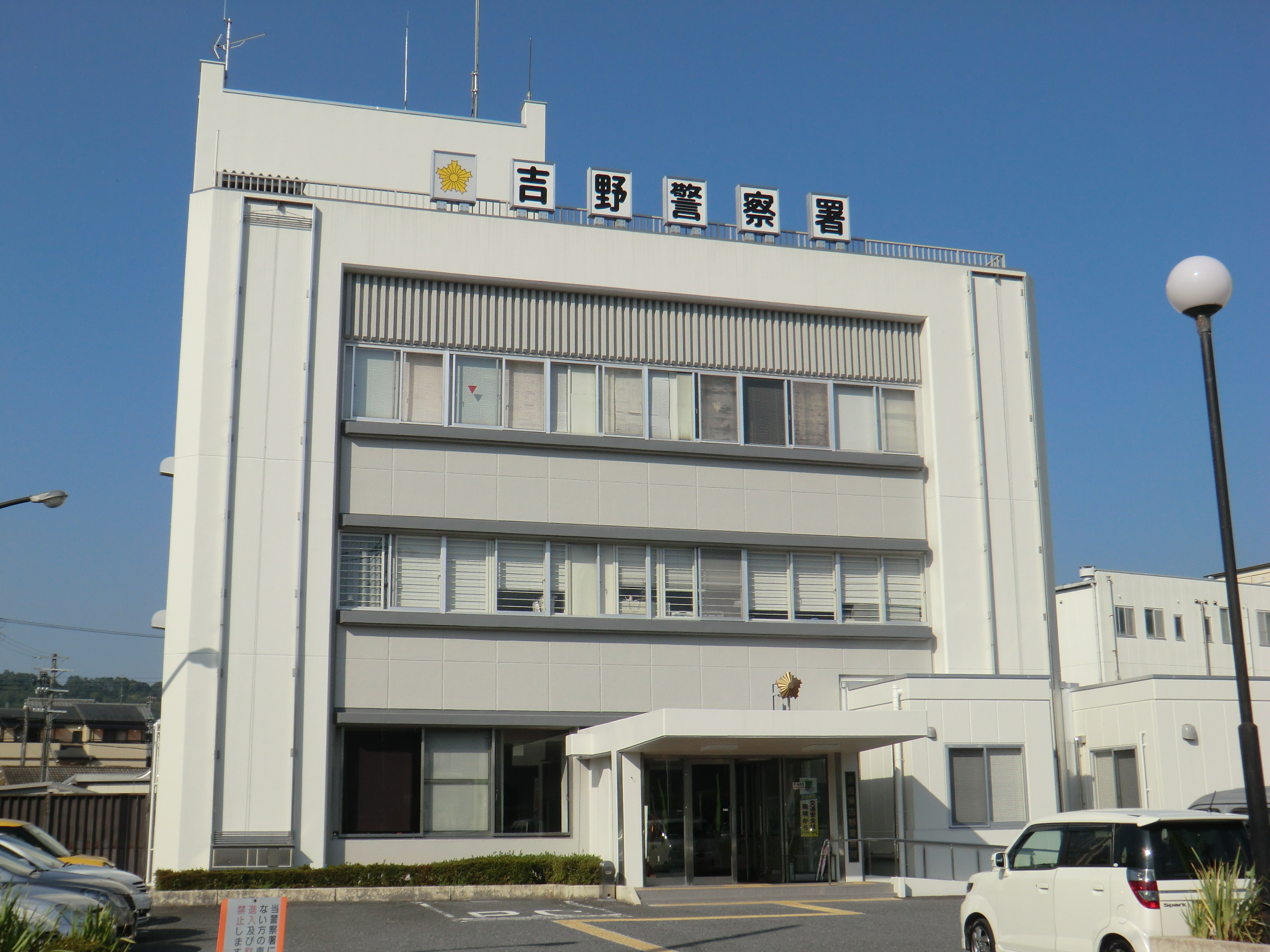
吉野警察署

- 大淀町中央公民館（下渕）
- 町立杉本記念文化センター（増口）
- 町立児童センター（下渕）

ゴミ処理
- 南和広域衛生組合・美化センター（芦原）

斎場
- 町営斎場（下渕）

警察
- 奈良県警察吉野警察署（下渕西町5丁目）
  - 下渕交番（下渕）
  - 土田駐在所（土田）
  - 近鉄六田駅前駐在所（新野）
  - 今木駐在所（今木）

消防・救急・救助
- 奈良県広域消防組合大淀消防署（土田）

#### 医療機関

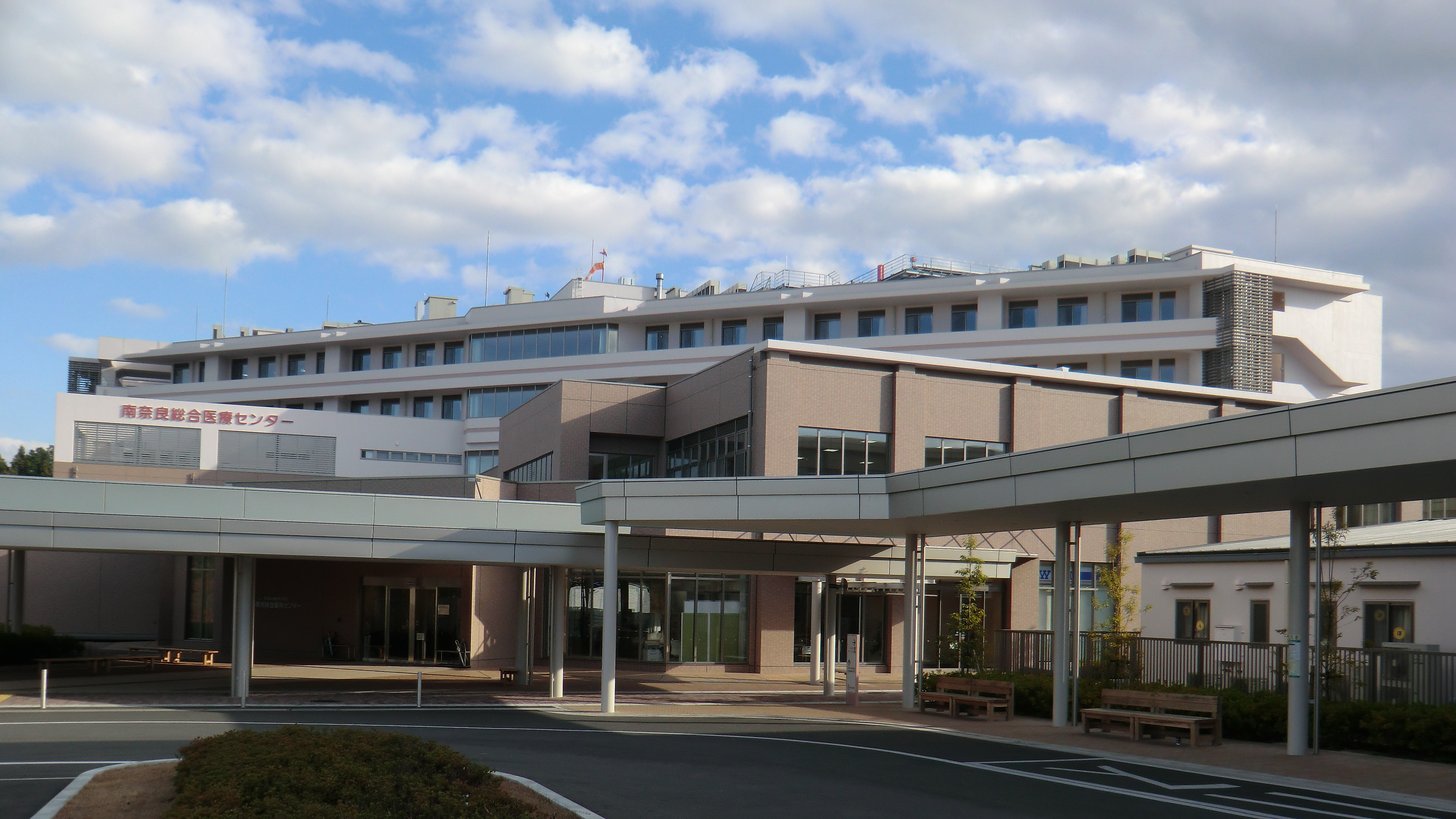
南奈良総合医療センター

- 南和広域医療企業団南奈良総合医療センター（福神）
- 医療法人弘仁会南和病院（福神）

### 教育

#### 高等学校・特別支援学校
- 奈良県立奈良南高等学校 大淀学舎（下渕新町2丁目）
- 奈良県立大淀養護学校（下渕西町6丁目）

#### 中学校
- 大淀町立大淀中学校（口檜垣本）

#### 小学校
- 大淀町立大淀桜ヶ丘小学校（下渕新町2丁目）
- 大淀町立大淀緑ヶ丘小学校（土田）
- 大淀町立大淀希望ヶ丘小学校（北野）

## 交通

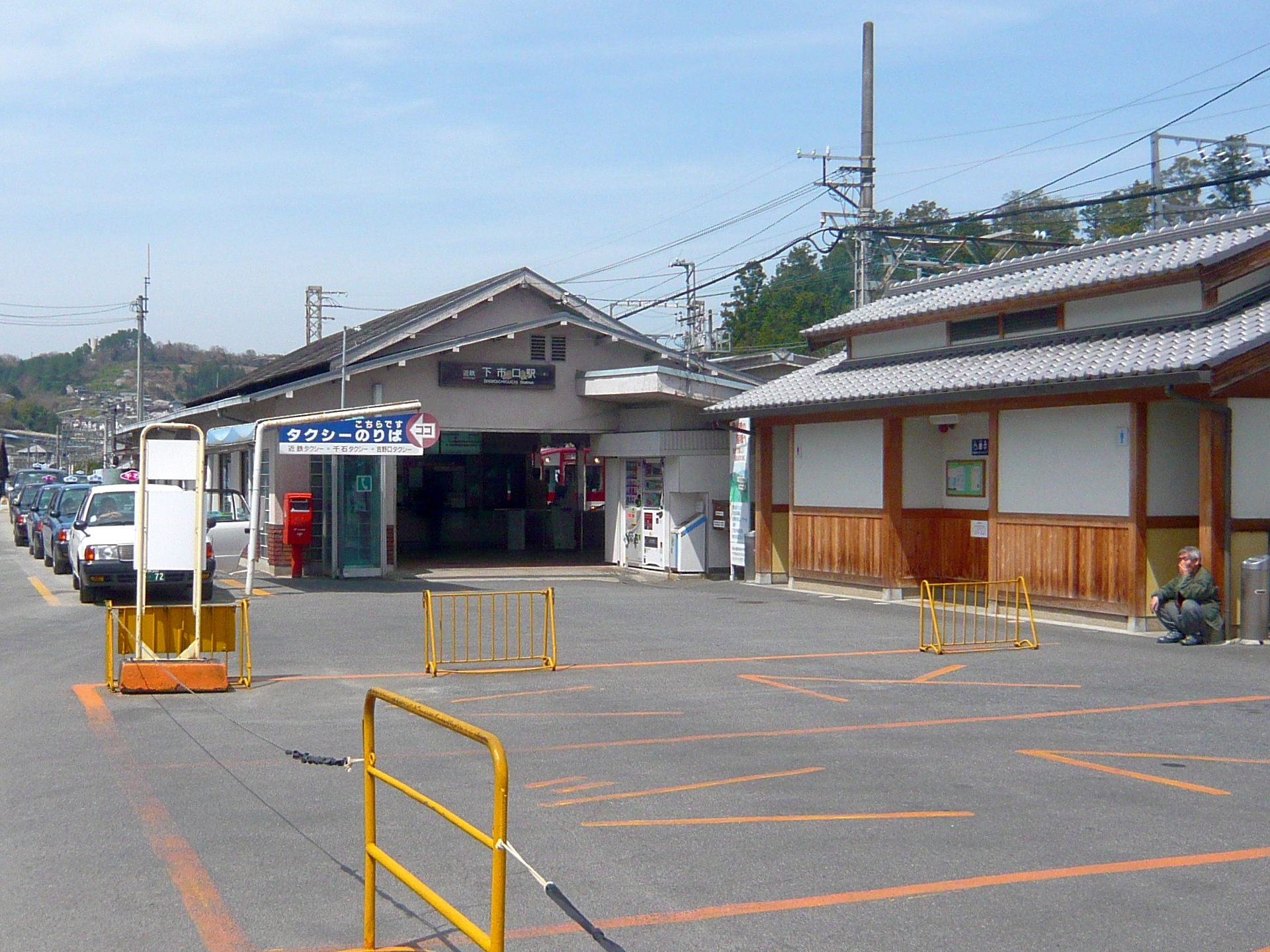
下市口駅

### 鉄道
町役場の最寄り駅は下市口駅。
近畿日本鉄道（近鉄）
- 吉野線：薬水駅 - 福神駅 - 大阿太駅 - 下市口駅 - 越部駅 - 六田駅

この他、西部にJR和歌山線が町内を通っているが、駅はない。一部地区では御所市にある吉野口駅、吉野町にある大和上市駅が最寄りとなる。

### バス
- 奈良交通 - 吉野営業所が町内にある。下市口駅や営業所併設の大淀バスセンターを中心に運行。

#### コミュニティバス
- 「大淀町ふれあいバス」の名で、大淀町役場・高齢者ふれあい総合センターを中心に、町内各地へ無料運行されている。

### 道路

#### 国道
- 国道169号
  - 道の駅吉野路 大淀iセンター
- 国道309号
- 国道370号

#### 県道

##### 主要地方道
- 奈良県道15号桜井明日香吉野線（吉野大橋）
- 奈良県道39号五條吉野線（美吉野橋）

##### 一般地方道
- 奈良県道120号五條高取線
- 奈良県道222号今木出口線
- 奈良県道255号寺前千股線
- 奈良県道269号馬佐清水谷線
- 奈良県道271号平畑運動公園線
- 奈良県道279号平畑運動公園北線

## 名所・旧跡・観光スポット・祭事・催事

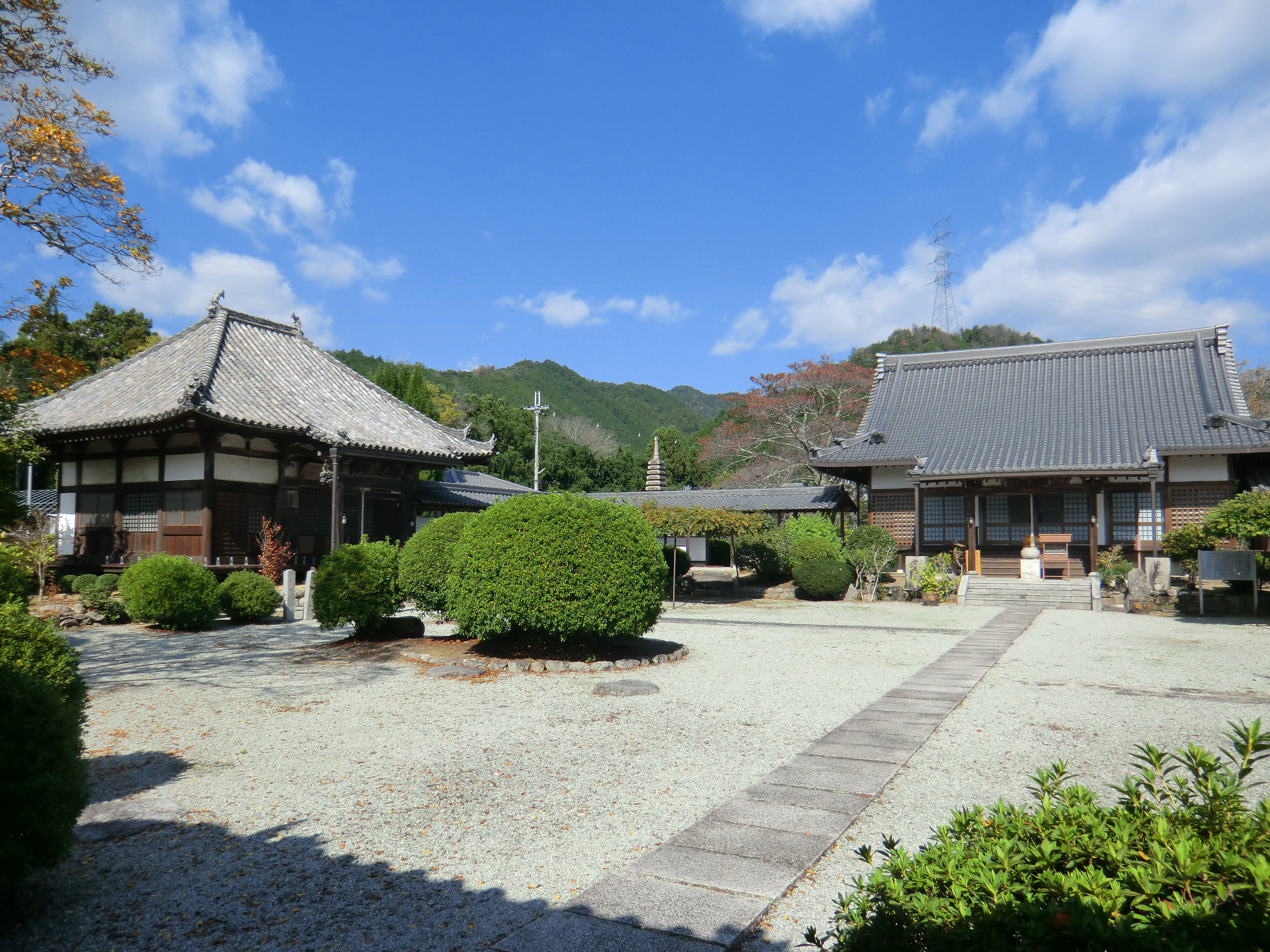
世尊寺

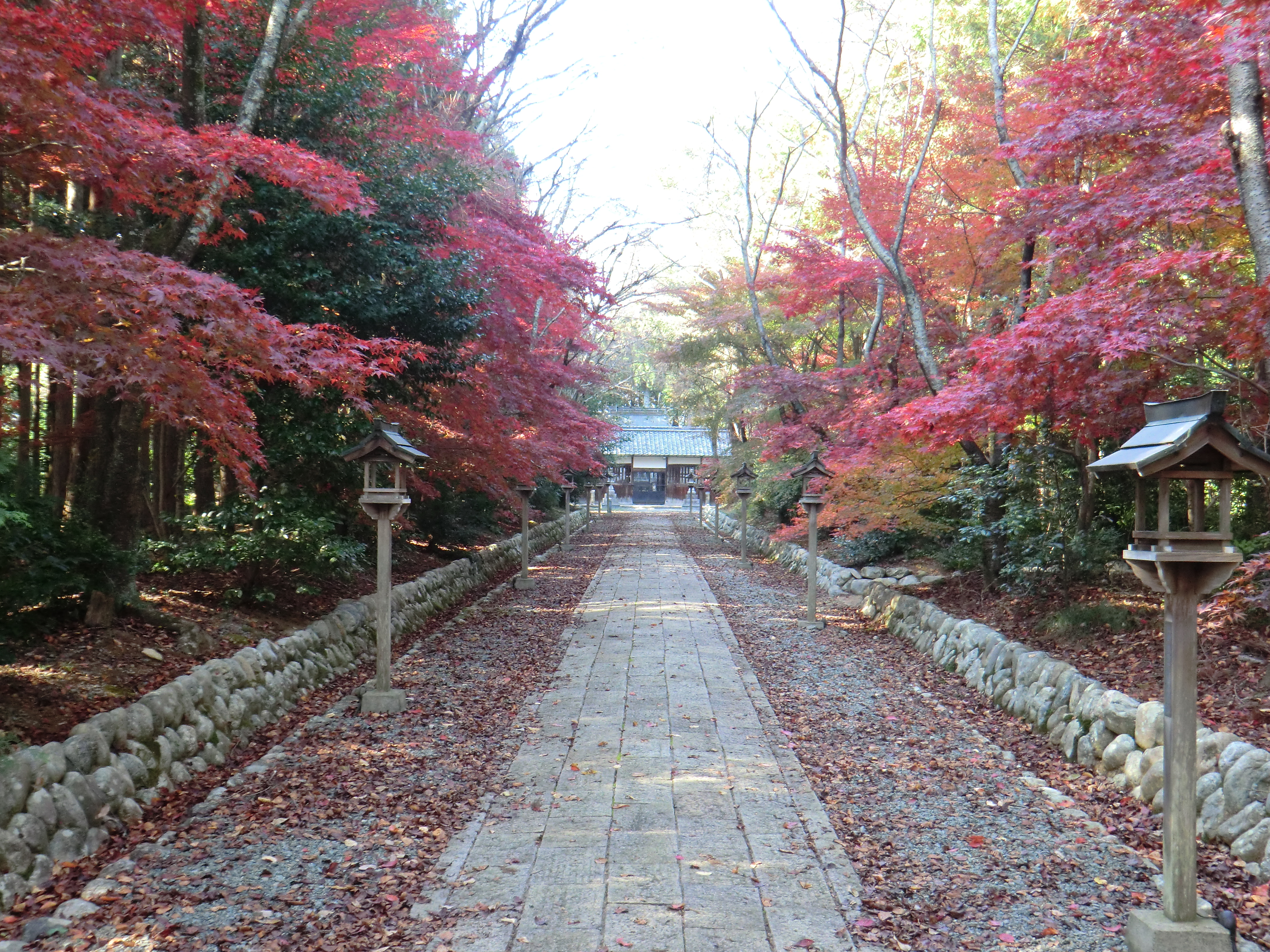
桧垣本八幡神社

### 観光
- 大阿太高原（佐名伝・薬水）
- 世尊寺（上比曾）
- 吉野川（鮎釣りなど）

## 著名な出身者
- 仲川房次郎 - 元町長・衆議院議員
- 辻元清美 - 参議院議員・元衆議院議員
- 森下豊 - 橿原市長
- 喜多恒雄 - 日本経済新聞社代表取締役社長
- 前田幸治 - 実業家・競走馬馬主
- 花岡大学 - 童話作家
- 西浦直亨 - プロ野球選手
- 山田英二 - レーシングドライバー
- 藤田陽子 - 俳優・歌手
- 中林大樹 - 俳優
- 三浦明利 - 光明寺住職・シンガーソングライター